# Alphonse James Schladweiler
Alphonse James Schladweiler (Milwaukee, 18 luglio 1902 – Sleepy Eye, 3 aprile 1996) è stato un vescovo cattolico statunitense.

## Biografia
Monsignor Alphonse James Schladweiler nacque a Milwaukee, Wisconsin, il 18 luglio 1902 ed era il terzo figlio di Mathias Schladweiler e Gertrude (nata Schneider). Dopo la morte di sua madre, avvenuta nel 1911, lui e la sua famiglia si trasferirono a Madison, Minnesota.

### Formazione e ministero sacerdotale
Frequentò la scuola parrocchiale della chiesa di San Michele dove servì anche come chierichetto. Studiò al seminario minore francescano di Teutopolis, Illinois, per sei anni. In seguito divenne insegnante di latino al liceo "San Michele". Nel 1923 si iscrisse al seminario "San Paolo" di Saint Paul.
Il 9 giugno 1927 fu ordinato presbitero per l'arcidiocesi di Saint Paul da monsignor Daniel Austin Dowling. In seguito fu vicario parrocchiale della parrocchia della Natività a Saint Paul, vicario parrocchiale della parrocchia della Santissima Trinità a New Ulm, vicario parrocchiale della parrocchia di San Michele a St. Michael, vicario parrocchiale della parrocchia di San Bernardo a Cologne, cappellano dell'ospedale St. Mary di Minneapolis, parroco della parrocchia di San Giuseppe a Montevideo, parroco della parrocchia del Santo Rosario a North Mankato e parroco della parrocchia di Sant'Agnese a Saint Paul dal dicembre del 1955. Fu anche giudice pro-sinodale dell'arcidiocesi di Saint Paul dal 1954 al 1957. Nel 1957 venne nominato prelato domestico.

### Ministero episcopale
Il 28 novembre 1957 papa Pio XII lo nominò primo vescovo della nuova diocesi di New Ulm. Ricevette l'ordinazione episcopale il 29 gennaio successivo nella cattedrale di San Paolo a Saint Paul dall'arcivescovo metropolita di Saint Paul William Otterwell Brady, coconsacranti il vescovo di Boise City James Joseph Byrne e quello di Bismarck Hilary Baumann Hacker. Prese possesso della diocesi il giorno successivo con una messa nella chiesa della Santissima Trinità.
Tra il 1962 e il 1965, monsignor Schaldweiler partecipò a tutte e quattro le sessioni del Concilio Vaticano II a Roma. Dopo la conclusione del Concilio lavorò per attuare le sue riforme, compresa l'introduzione dell'inglese nella liturgia. Durante i suoi 18 anni di episcopato, ordinò 64 sacerdoti e consacrò la chiesa di Sant'Isidoro a Clarkfield nel 1960 e la chiesa di Nostra Signora dei Laghi a Spicer nel 1962. Nel 1972, fondò un giornale diocesano, il Newsletter e il consiglio pastorale diocesano. Fondò anche una missione in Guatemala, assumendo la responsabilità per il personale di una parrocchia a San Lucas Tolimán.
Il 23 dicembre 1975 papa Paolo VI accettò la sua rinuncia al governo pastorale della diocesi.
In seguito si trasferì nella Casa della Divina Provvidenza a Sleepy Eye dove morì il 3 aprile 1996 all'età di 93 anni. È sepolto cimitero cattolico di New Ulm.

## Genealogia episcopale
La genealogia episcopale è:
- Cardinale Scipione Rebiba
- Cardinale Giulio Antonio Santori
- Cardinale Girolamo Bernerio, O.P.
- Arcivescovo Galeazzo Sanvitale
- Cardinale Ludovico Ludovisi
- Cardinale Luigi Caetani
- Cardinale Ulderico Carpegna
- Cardinale Paluzzo Paluzzi Altieri degli Albertoni
- Papa Benedetto XIII
- Papa Benedetto XIV
- Papa Clemente XIII
- Cardinale Bernardino Giraud
- Cardinale Alessandro Mattei
- Cardinale Pietro Francesco Galleffi
- Cardinale Giacomo Filippo Fransoni
- Cardinale Carlo Sacconi
- Cardinale Edward Henry Howard
- Cardinale Mariano Rampolla del Tindaro
- Cardinale Rafael Merry del Val
- Arcivescovo Giovanni Vincenzo Bonzano
- Arcivescovo John Gregory Murray
- Arcivescovo William Otterwell Brady
- Vescovo Alphonse James Schladweiler